# Gisbertus van Utrecht
Gisbertus van Utrecht var en svensk stenhuggare av utländsk börd.
Van Utrecht var verksam vid det svenska hovet i början av 1560-talet där han förekommer i räkenskaperna. Tillsammans med stenhuggarna Tile Schowenberg och Caspar Tresing fullgjorde och monterade han gravmonumenten i Vasakoret över drottningarna Katarina av Sachsen-Lauenburg och Margareta Leijonhufvud i Uppsala domkyrka.